# Kaple svaté Rodiny (Plasnice)
Kaple svaté Rodiny je římskokatolická kaple v místní části Plasnice obce Deštné v Orlických horách, okres Rychnov nad Kněžnou. Patří pod římskokatolickou farnost Bystré.

## Historie
Kaple byla postavena v roce 1873 na darovaném pozemku z iniciativy místních obyvatel. V roce 1913 byly připraveny plány na přestavbu kaple na malý horský kostelík, ale vlivem války k přestavbě nedošlo. V roce 1936 byla zchátralá šindelová střecha nahrazena eternitovou krytinou. Dřevěnou předsíň, smetenou v roce 1940 vichřicí, nahradila v roce 1970 zděná. Zároveň byla opravena venkovní omítka. V roce 1973 byla provedena oprava vnitřku kaple, vybílení a oprava oltáře včetně pozlacení. Byla pořízení socha P. Marie Fatimské z lipového dřeva od řezbáře betlémů Schmoranze z Polomi. Originál křížové cesty – malba na skle od lidového malíře Wolfa z Rovného u Dobrušky je umístěn v muzeu v Deštném, v kapli je pouze fotokopie, protože kaple byla několikrát vykradena. V letech 1993–1994 byla střecha pokryta kanadským šindelem a byla opravena venkovní omítka.

## Zvon
Zvon zasvěcený sv. Janu Křtiteli byl pořízen již v roce 1863 a původně zavěšen na provizorní zvonici. Pro nevyhovující zvonovinu nebyl zrekvírován

## Bohoslužby
Pravidelné bohoslužby se v kapli nekonají.